# Korg Wavestation
De Korg Wavestation is een digitale synthesizer gefabriceerd door Korg in 1990, en in 2004 opnieuw uitgebracht als softwaresynthesizer.
De lijn bestaat uit vier modellen: de Wavestation en Wavestation EX synthesizers, en de Wavestation A/D en Wavestation SR geluidsmodules. In 2004 kwam een softwarematige versie uit als onderdeel van de Korg Legacy Collection. Er is in 2016 een versie voor iOS verschenen, genaamd iWavestation.

## Techniek
Het instrument maakt gebruikt van "Wave sequencing", een methode van multitimbrale klankopwekking waarin verschillende PCM-golfvormen achter elkaar worden afgespeeld. Dit resulteert in continue doorlopende klanken. Ook werd een systeem van vectorsynthese ontworpen waarmee met behulp van een joystick nieuwe klanken gecombineerd kunnen worden. Met deze joystick kan tussen vier oscillators worden gemixt om zo een gewenst klankpatroon te verkrijgen.

## Ontwerp
De Wavestation werd mede-ontworpen door Dave Smith, een ingenieur die ook aan de wieg van de Prophet 5 stond en hielp bij de ontwikkeling van MIDI begin jaren 1980. Gitaarspeler en hoofdontwerper Joe Bryan werkte aan de ontwikkeling van de Wavestation A/D.

## Specificaties

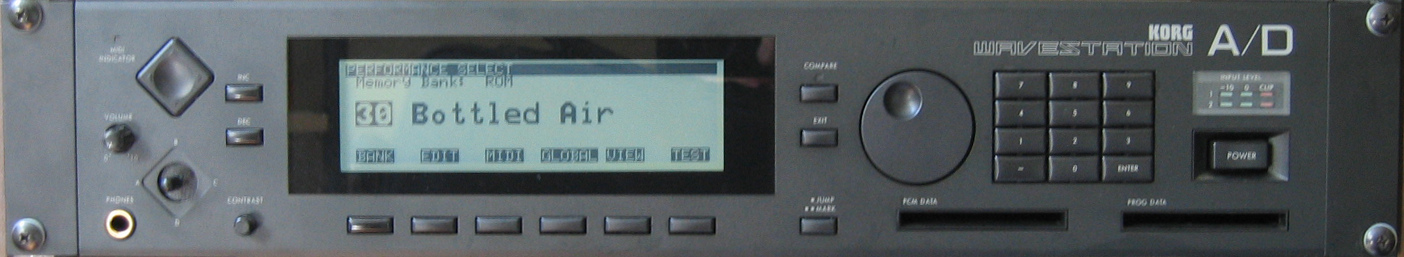
Korg Wavestation A/D

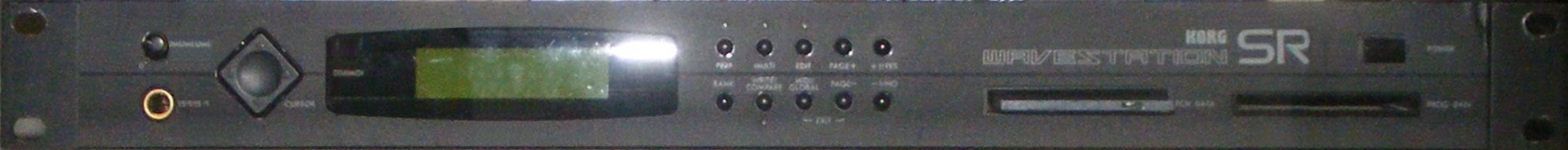
Korg Wavestation SR

|                | WS              | WS EX           | WS A/D          | WS SR      | Soft-synth |
| -------------- | --------------- | --------------- | --------------- | ---------- | ---------- |
| Performances   | 150             | 150             | 200             | 550        | 850        |
| Patches        | 105             | 105             | 140             | 385        | 595        |
| Wave sequences | 96              | 96              | 128             | 352        | 544        |
| PCM ROM        | 2 MB            | 4 MB            | 4 MB            | 4 MB       |            |
| Scherm         | 64 × 240 pixels | 64 × 240 pixels | 64 × 240 pixels | 16×2 tekst |            |
| Joystick       | Ja              | Ja              | Ja              | Nee        | Ja         |

## Muzikale invloed
De Wavestation staat bekend om zijn synth pads en lange doorlopende klanken ter opvulling van de muziek. Het instrument is gebruikt door veel muzikanten. Enkele bekende artiesten zijn Joe Zawinul, Jan Hammer, Phil Collins, Gary Numan, Tony Banks van Genesis, Depeche Mode, Steve Hillier, Michael Jackson, en Alan Clark en Guy Fletcher van Dire Straits.
Componist Mark Snow gebruikte een Wavestation SR voor muziek in de televisieserie The X-Files.
Het opstartgeluid van de Apple Macintosh Quadra 700 tot en met de Quadra 800 werd gecomponeerd door Jim Reekes op een Korg Wavestation.

## Onderscheidingen
Lezers van het Amerikaanse blad Keyboard Magazine gaven de Wavestation in 1991 de jaarlijkse Hardware Innovatieprijs. In 1991 werd de synthesizer genomineerd voor de TEC Awards in de categorie Muziekinstrument Technologie. In 1995 stond de Wavestation in de lijst "twintig instrumenten die de wereld opschudden".